# Sudáfrica en la Copa Mundial de Rugby de 2003
Los Springboks fueron una de las 20 naciones participantes de la Copa Mundial de Rugby de 2003, que se realizó en Australia.
La eliminación por primera vez en cuartos, fue considerada un desastre; perdieron incluso el partido decisivo del grupo y mostraron un frío juego.

## Plantel
Straeuli (40 años) generó polémica cuando excluyó a: Naka Drotské, Os du Randt, Ollie le Roux, Cobus Visagie, Mark Andrews, Krynauw Otto, Albert van den Berg, Robbie Fleck y Percy Montgomery. Además, llegó condicionado tras la revelación de Kamp Staaldraad: su dura preparación militar para el torneo.
Santon fue el último Springbok nacido en los años 1960, que disputó un mundial.
|                             | Jugador                  | Edad    | Posición      | Tests | Equipo                 |
| --------------------------- | ------------------------ | ------- | ------------- | ----- | ---------------------- |
| Hookers y Pilares           |                          |         |               |       |                        |
|                             | Richard Bands            | 29 años | Pilar         | 7     | Bulls                  |
| 1                           | Christo Bezuidenhout     | 33 años | Pilar         | 3     | Bulls                  |
|                             | Danie Coetzee            | 26 años | Hooker        | 8     | Bulls                  |
| 3                           | Faan Rautenbach          | 27 años | Pilar         | 8     | Stormers               |
|                             | Dale Santon              | 34 años | Hooker        | 1     | Bulls                  |
|                             | Lawrence Sephaka         | 25 años | Pilar         | 13    | Lions                  |
| 2                           | John Smit                | 25 años | Hooker        | 21    | Sharks                 |
| Segundas líneas             |                          |         |               |       |                        |
|                             | Selborne Boome           | 28 años | Segunda línea | 17    | Stormers               |
| 4                           | Bakkies Botha            | 24 años | Segunda línea | 6     | Bulls                  |
| 5                           | Victor Matfield          | 26 años | Segunda línea | 20    | Bulls                  |
| Alas y Octavos              |                          |         |               |       |                        |
|                             | Schalk Burger            | 20 años | Ala           | 0     | Stormers               |
| 6                           | Corné Krige              | 28 años | Ala           | 36    | Stormers               |
| 7                           | Danie Rossouw            | 25 años | Ala           | 0     | Bulls                  |
|                             | Hendro Scholtz           | 24 años | Ala           | 3     | Lions                  |
| 8                           | Juan Smith               | 22 años | Octavo        | 6     | Lions                  |
|                             | Joe van Niekerk          | 23 años | Octavo        | 19    | Lions                  |
| Medios scrum                |                          |         |               |       |                        |
|                             | Neil de Kock             | 24 años | Medio scrum   | 7     | Stormers               |
| 9                           | Joost van der Westhuizen | 32 años | Medio scrum   | 85    | Blue Bulls             |
| Aperturas y Centros         |                          |         |               |       |                        |
| 12                          | De Wet Barry             | 25 años | Centro        | 19    | Stormers               |
|                             | Jaque Fourie             | 20 años | Centro        | 0     | Lions                  |
|                             | Werner Greeff            | 26 años | Centro        | 7     | Stormers               |
| 10                          | Derick Hougaard          | 20 años | Apertura      | 0     | Bulls                  |
|                             | Louis Koen               | 28 años | Apertura      | 11    | Racing Club Narbonnais |
| 13                          | Jorrie Muller            | 22 años | Centro        | 2     | Lions                  |
| Fullbacks y Wings           |                          |         |               |       |                        |
| 11                          | Thinus Delport           | 28 años | Wing          | 12    | Gloucester Rugby       |
|                             | Ricardo Loubscher        | 29 años | Fullback      | 2     | Sharks                 |
|                             | Breyton Paulse           | 27 años | Wing          | 39    | Stormers               |
|                             | Stefan Terblanche        | 28 años | Wing          | 36    | Ospreys                |
| 15                          | Jaco van der Westhuyzen  | 25 años | Fullback      | 6     | Leicester Tigers       |
| 14                          | Ashwin Willemse          | 22 años | Wing          | 5     | Lions                  |
| Entrenador: Rudolf Straeuli |                          |         |               |       |                        |

## Participación
Sudáfrica integró el grupo C junto a la potencia de Inglaterra, la dura Samoa, la débil Uruguay y la debutante Georgia.
Los Springboks fueron sorprendidos por los ingleses, quienes tuvieron un altísimo nivel y ganaron el partido dominando. Vencieron a los demás rivales sin problemas.

### Fase final
En los cuartos se dio el súper clásico al enfrentarse con los All Blacks, por tercera vez consecutiva en mundiales y que habían vencido a los Dragones rojos. El técnico John Mitchell alineó a: Greg Somerville, Chris Jack, el capitán Reuben Thorne, Justin Marshall, el talentoso Carlos Spencer y Doug Howlett.
Unos tensos sudafricanos, tuvieron que tacklear el doble de los kiwis y fallaron siete veces más que los dominantes oceánicos. El apertura Spencer logró un fluido juego de sus backs, concretando en tries sus oportunidades y eliminaron a una decepcionante Sudáfrica.
| 8 de noviembre de 2003 | Nueva Zelanda                                                                                             | 29 – 9 (13-6) | Sudáfrica            | Estadio Docklands, Melbourne,                               |                                                             |
|                        | Tries MacDonald 16' Mealamu 59' Rokocoko 72' Conversiones MacDonald Penales MacDonald (3) Drop Mauger 45' |               | Penales (3) Hougaard | Asistencia: 40.734 espectadores Árbitro(s): Tony Spreadbury | Asistencia: 40.734 espectadores Árbitro(s): Tony Spreadbury |